# Yutaka Nabeshima
Yutaka Nabeshima (Japans: 鍋嶋　豊, Nabeshima Yutanka) (Kumamoto, 1974) is een Japans componist en muziekpedagoog.

## Levensloop
Nabeshima vertrok al vroeg naar Tokio en studeerde aldaar muziek aan de Tokyo Gakugei Universiteit in Koganei, Tokio, waar hij in 2000 zijn Master of Music behaalde. Zijn docenten waren Kazunori Nakashima, Yuji Kaneda, Takeshi Saito, Kiyotomi Yoshizaki, Choji Kaneta en Masahiro Yamauchi. Tegenwoordig is hij docent en muziekleraar aan verschillende openbare scholen. Hij is lid van de muziekgroep Voyages de l'autre côté.
Als componist schrijft hij werken voor harmonieorkest en kamermuziek.

## Composities

### Werken voor harmonieorkest
- 2001 Lyric Songs, voor harmonieorkest
- 2007 BERUNETESS - Ship of the sun that it invites it to Ocean
  1. Myrtle fairies dancing
  2. Love Chorale
- Rhapsody on a Theme of Frank
- Symphonic Ceremony
- Symphonic Solitude (交響的孤独)

### Werken voor piano
- 2001 Argonauta

### Werken voor gitaar
- 2000 Taripotto tree